# Hoya de Buñol
La Hoya de Buñol (in valenciano: Foia de Bunyol) è una delle 34 comarche della Comunità Valenciana, con una popolazione di 37 061 abitanti in maggioranza di lingua castigliana; suo capoluogo è Chiva (val. Xiva o Xiva de Bunyol).
Amministrativamente fa parte della provincia di Valencia, che comprende 17 comarche.